# Vid ispán
Vid ispán (alakváltozatai: Vida, Vidos, Víd; 1010? – Mogyoród, 1074) oligarcha és kegyenc a kora középkori magyar történelemben. Vid bácsi ispán neve szinte egyet jelent a 11. századi trónviszályokkal. 1010 körül született, és a Salamon király oldalán vívott mogyoródi csatában esett el 1074-ben. I. András király mellett lép a történelem színpadára.

## Élete
A Gutkeled családból származott. „Péter király hozta be őket, hogy segítsenek neki, amikor III. Henrik császárhoz menekült. A svábországi Stauf kastélyból származtak, ahonnan Frigyes császár is származott. A nemzet az ország főembereiből származik. Svábok, bár örökségükben szegények, de magas és hatalmas emberek az említett hazájukban írta Kálti Márk a Képes krónikában.
Bár a gyűlölt uralkodó Péter király hozta be őket, túlélték a hatalomváltást és András király alatt kaptak főszerepet.  
A következő évszázadokban a család számos nemzeti méltóságot és herceget adott a királyságnak.
Valószínűleg a németbarát politikájának köszönhették felemelkedésüket.  Hiszen a Guthoknak már akkor is voltak külföldi kapcsolatai és fontossá váltak Andrásnak, pedig alig tíz év telt el letelepedésük és Péter bukása óta.  Amikor András és Béla öccse egymással szemben álltak, ezek a kapcsolatok nagyon jól jöttek. Vid ispán sok tanáccsal látta el őket.
I. András király fia későn született. Ekkorra azonban már Lengyelországból hazatért öccsének, Bélának ígérte a trónt halála esetére. Salamon születésével minden megváltozott. A híres „Korona és kard” jelenet és a mögötte meghúzódó gyilkos késztetés nagy valószínűséggel Vid ispán tanácsára Várkonyban játszódott le. 
Azt tanácsolja Andrásnak, hogy ha a koronát választja, a helyszínen ölesse meg az öccsét. Itt egy másik Ernye ispán jelent meg. A békepárt embere. Ő az, aki súgja Bélának, hogy válassza a kardot.
I. András veresége és halála után az özvegy királyné és Salamon az ausztriai Melk várba menekülnek. Valószínűleg Vid is követte őket, vagy visszavonult bácsi birtokaira, ahol titokban szervezkedhetett, Salamon visszatérésén dolgozva.  Béla a konszolidáció bejelentésével nem bántotta testvére híveit a békesség reményében.  Bár a közvetlen hatalomból kiszorultak.
Vid otthon maradt és szervezkedett Béla ellen, akinek minden igyekezete ellenére egyre több ellenfele akadt. Utalva arra, hogy Salamon a törvényesen megkoronázott király míg Béla valójában egy bitorló. 
Valószínűleg ő volt a Béla elleni merénylet [kísérlet?] szervezője is.  Valószínű, hogy a leomló trón emelvény - amely súlyosan megsebesítette a királyt - az ő műve volt. Egy vesztes csata és Béla halála után Salamon visszatér a trónra.  Vid ismét elnyeri a fő méltóságot királya mellett, mint gonosz tanácsadó, ahogy mondani szokás.  Ismerve Vid jellemét, ami Salamon mellett teljesedik ki mohó hatalomvágyában.  Kívánva magának Béla fiainak, Gézának és Lászlónak a hercegséget, amely csak a királyi ház ivadékaié lehetett volna.
Salamon anyja, a kijevi Anasztázia nem szerette Videt.  A békepárt támogatójaként - akit Ernyei ispán, Derzs esztergomi érsek is képviselt - védeni próbálta tőle a fiát.  Vid pedig csak az esztergomi érsek által szorgalmazott Gézával és Lászlóval kötött béke egyik feltételeként került ki a király környezetéből.  A Szerém megyei udvarházba költözött. Terveit nem feladva Buziáslakra vonult vissza.  Ő alapította a vidmonostori gyülekezetet is. 
Salamon amint nagykorú lett, anyja régenssége nélkül irányította az országot, és azonnal visszahívta egykori tanácsadóját.  Vid ügyesen kihasználja az ifjú király könnyen hajlékony természetét.  Vid rokonát, Ilia ispánt is hatalomra segítette.  Salamont körülvették, hogy véletlenül se meneküljön el a befolyásuk elől.  Ennek eredményeként a jövőbeni konfliktusok várhatóak voltak. Ernye hiába maradt ellentétként a királyi tanács tagja.  Salamonban mindenesetre könnyű volt újra fellobbantania Vidnek a gyanakvást apja gyilkosának fiaival szemben.
Vid állandóan Salamon fülébe suttog.  László hőstette és a hercegek népszerűsége még jobban felingerlte a királyt.  Nándorfehérvár ostroma utáni megosztottság a király és a fejedelmek közötti nyílt szakításhoz vezetett, ami teljes egészében Vid műve volt.

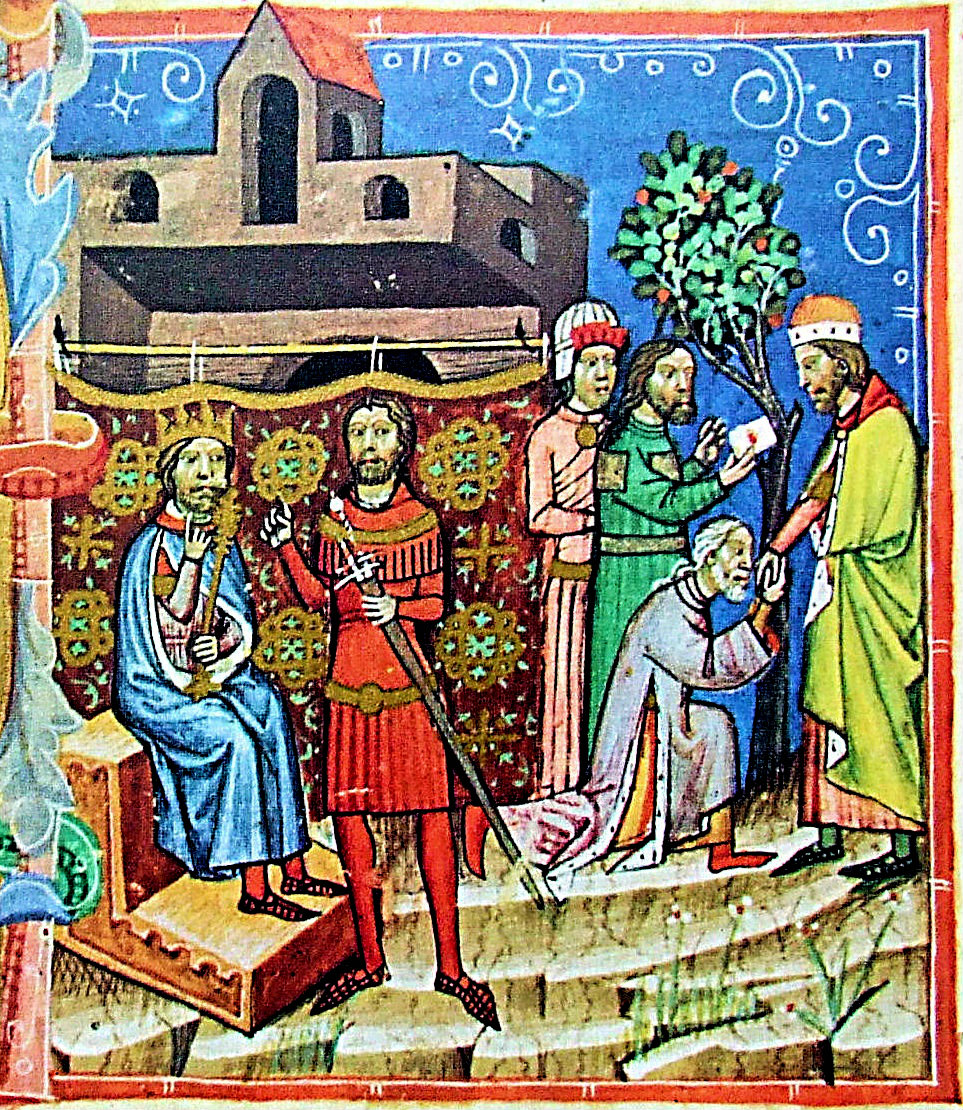
Géza herceg viszályát ábrázoló miniatúra a Képes Krónikában. Elöl a trónon ülő Salamon, mellette Vid ispán, kezében két karddal. A háttérben Géza herceg a hódoló bizánciakkal. Vid ispán ekként uszítja Salamont a herceg ellen: "Miképpen két éles kard nem férhet meg egy hüvelyben, úgy egy országban nem országolhattok ti ketten."

Salamon nem a szükséges harmadik részt adta Gézának, hanem csak a zsákmány negyedét.  A maradék háromnegyedből egynegyedet Vid ispánnak, egyet Vid vejének, Illyének, egyet pedig a katonaság összes vitézének adott.  A bizánci császár hallván Géza emberségét[és hogy megossza a magyar vezetést, mivel ekkoriban volt a nagy egyház szakadás is] , követeket küldött, hogy békét és barátságot kössenek vele;  Géza pedig minden foglyát elengedte a Képes krónika szerint. 
Nyilvánvalóvá vált a nyílt viszály. Vid már a hercegséget akarta magának. 1073-ban, midőn Salamon Ernyével együtt mégis éppen őt küldte követségbe Gézához, ez elfogatta és csak néhány hét múlva bocsátotta őt szabadon. A felek fegyverszünetet kötöttek ugyan, ennek felbontását azonban Vid sürgette legjobban, a szekszárdi monostorban pedig, hagyomány szerint, egyenesen Géza elfogatására és megvakítására buzdította Salamont, abban a reményben, hogy majd ő kapja meg Géza hercegségét. Ezt a tervet, melyet Vid másnap is megbeszélt az aggodalmaskodó királlyal, csak Vilmos apát ébersége és hűsége hiúsította meg, holott Vid már a bihari urak egy részét is megnyerte magának. 
Ő volt az, aki csapdába csalta és megölte a hercegek hűséges követőit.  Vid így került egyre közelebb az áhított fejedelmi hatalomhoz. Géza herceg elmenekült, majd csatlakozott Lászlóhoz, aki zsoldosokkal és szövetségesekkel tért vissza Lengyelországból.

## Halála
A mogyoródi csatában ütköztek meg Salamon és Vid seregei Géza, László és támogatóik seregeivel 1074. március 14-én. Vid és Ernyei ispán is elesett. Salamon elmenekült, Géza és László az egész országot uralma alá hajtotta. 
"…László herceg  magas lovon ült serege előtt és ide-oda száguldozott, hogy buzdítsa, bátorítsa embereit; lándzsájával megzörrentett egy bozótot, csodálatosképpen egy fehér hölgymenyét ugrott lándzsájára, végigfutott rajta és a herceg kebelébe menekült.Mikor azután megkezdődött a csata, a csehek első támadása nyomorúságosan letiporta Vid ispánt és a bácsiakat. László herceg  pedig felcserélte zászlaját Géza herceg zászlajával abból a célból, hogy Salamon bátrabban támadjon erre a csapatra, ahol Géza zászlaját hordozzák, abban a hitben, hogy az Géza dandára, melyet a minap legyőzött. László herceg  ugyanis oltalmazni akarta bátyját, Géza herceget Salamon támadásaitól, ezért inkább maga felé irányította a csata első rohamát. A király tehát László dandára elé érkezett, ráismert, megrémült és megparancsolta a zászlótartónak, fordítsák a csapatokat Géza herceg csapatai felé. Látván László herceg, hogy a király féltében elfordul tőle, ő rontott az élen a király dandárára; háta mögött vágtattak támadóra az összes vitézek; másfelől azonban Géza herceg tört hevesen a maga népével; László vitézei Salamon ide-oda tekergő dandárát rémítő kardcsattogtatással adták kegyetlen halálra. Másfelől Géza vitézei itatták őket a keserves halál poharából. Elhullottak a németek, futottak az olaszok, de nem találtak helyet a menekülésre és elhullottak a magyarok előtt, mint ökrök a vágóhídon. …Géza és László hercegek  isteni módon diadalmas győzelemre magasztaltattak: a megöltek tetemei fölött háromszor harsogtatták isten dicséretét. László herceg azonban mindig igen jámbor volt; látta a sok ezer elesettet és noha ellenségei voltak, akiket megöltek, mégis megindult a szíve rajtuk, siratta őket keservesen, nagy jajában arcát és haját tépve – miképpen anya sír fia halálán. A tőlük nyert zsákmányból épült azután a mogyoródi egyház."

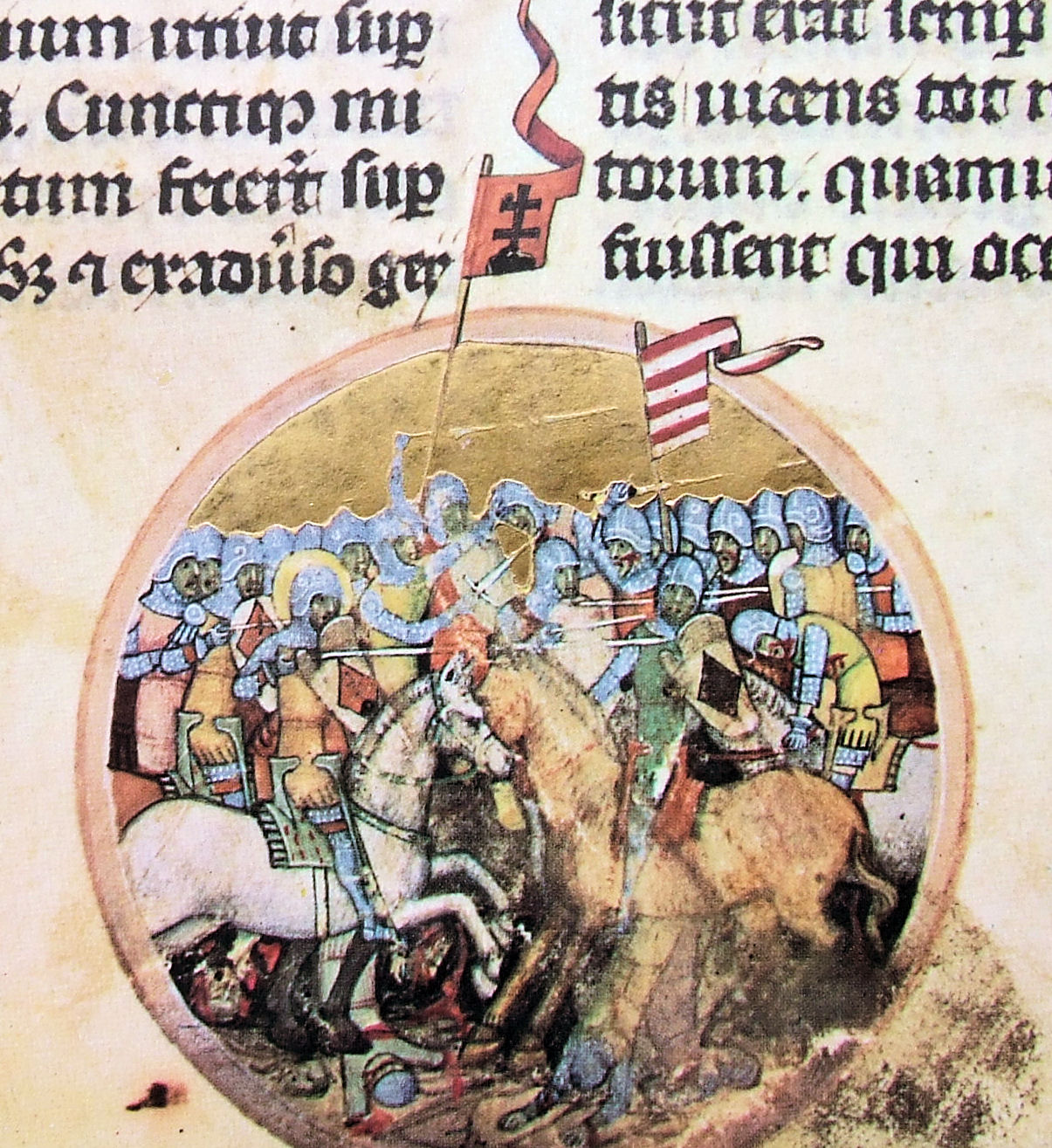
A csata ábrázolása a Képes krónikában A Képes Krónika miniátora szerint a testvérharc során Salamon serege harcolt a hétszer vágott vörös-fehér sávozású zászló alatt, Géza és László hercegek pedig a királyi kettős keresztes zászló alatt

Vid ispán volt az első nem királyi családtag a magyar történelemben, aki nemcsak királyi kegyet keresi, hanem szinte egyenrangú akar lenni vele, befolyásolni a tetteit, kormányozni akarta az országot a javaslataival, kiszorítva a királyi család tagjait.